# Rovsing
Rovsing A/S er en dansk virksomhed der leverer systemer til testning af satellitter.
Virksomheden har hovedsæde i Skovlunde og er noteret på NASDAQ/OMX Nordic.
En periode var Viggo Dam Nielsen Executive Vice President and Director for virksomheden.
 Der er for få eller ingen kildehenvisninger i denne artikel, hvilket er et problem. Du kan hjælpe ved at angive troværdige kilder til de påstande, som fremføres i artiklen.